# Ника (награда)
Ника е престижна награда, връчвана от Руската академия за кинематографично изкуство.
Наименувана е на древногръцката богиня Нике. Първата церемония се състои в Централния дом на кинематографистите в Москва през декември 1988 г.

## Категории
- Най-добър игрален филм
- Най-добър неигрален филм
- Най-добър анимационен филм
- Най-добър филм от постсъвесткото пространство
- Най-добра режисура
- Най-добра мъжка роля
- Най-добра женска роля
- Най-добра мъжка второстепенна роля
- Най-добра женска второстепенна роля
- Най-добър сценарий
- Най-добър оператор
- Най-добра филмова музика
- Най-добър звукорежисьор
- Най-добър художник
- Най-добър художник костюми
- „Чест и достойнство“
- Откритие на годината (от 2002 г.)
- Принос в кинематографичната наука, критика и образование
- За най-голям принос към руското кино (2007)
- За творчески принос към телевизионното изкуство (2005)